# التصنيفات الدولية للمغرب
تتضمن هذه الصفحة التصنيفات الدولية للمغرب

## التصنيفات الدولية
- معهد الاقتصاد والسلام  - مؤشر السلام العالمي [1] صنّف المغرب في المرتبة 63 من أصل 144 دولة.
- وضع مؤشر حرية الصحافة العالمي الصادر عن منظمة مراسلون بلا حدود لعام 2002 المغرب في المرتبة 119 من بين 167 دولة.
- وضع مؤشر جودة الحياة العالمي لعام 2005 الصادر عن مجلة الإيكونوميست[2] المغرب في المرتبة 65 من بين 111 دولة.
- المنظمة العالمية للملكية الفكرية: في مؤشر الابتكار العالمي لعام 2024، حلّ المغرب في المرتبة 66 من بين 133 دولة [3]